# Студзянкі-Кольонія (Лодзинське воєводство)
Студзянкі-Кольонія (пол. Studzianki-Kolonia) — село в Польщі, у гміні Вольбуж Пйотрковського повіту Лодзинського воєводства.